# Anders Holmer
Anders Holmer, född 1977, är en svensk bildkonstnär, arkitekt och barnboksförfattare.
Anders Holmer debuterade år 2017 med boken Allting händer. Hans andra bok, Regn, nominerades till Augustpriset i kategorin barn- och ungdomsböcker år 2018.